# Germaine Krull
Germaine Luise Krull (Posen-Wilda, 20 novembre 1897 – Zurigo, 31 luglio 1985) è stata una fotografa tedesca, pioniera tra gli anni venti e quaranta del Novecento della fotografia d'avanguardia e del fotogiornalismo moderno.
Ha vissuto una vita bohémien e attraversato quattro continenti, dando contributi significativi nel campo della fotografia urbana e del reportage. La sua opera più nota è il fotolibro Métal (1928), in cui ha ritratto le macchine e le strutture industriali in diverse località europee, nello stile fotografico della Neues Sehen.
Oltre ad essere una fotografa modernista, Krull ha incarnato la "donna nuova" della Repubblica di Weimar, professionalmente indipendente e padrona del proprio destino, sessualmente libera e cosmopolita.
Attivista politica a Monaco dopo la prima guerra mondiale, prese parte alla Repubblica Bavarese dei Consigli e nel 1921 partecipò al Terzo Congresso dell'Internazionale Comunista a Mosca, da dove venne espulsa come controrivoluzionaria per le sue posizioni radicali; durante la seconda guerra mondiale sostenne in Africa la causa della Francia libera contro Hitler, fu corrispondente di guerra in Europa e in seguito nei paesi del sud est asiatico.
Dopo aver lavorato come imprenditrice in Thailandia per circa vent'anni, nell'ultimo periodo della sua vita scelse un'esistenza solitaria tra i monaci tibetani esiliati in India, sostenendone la causa.

## Biografia

### Infanzia
Germaine Louise Krull nacque il 20 novembre 1897 da una famiglia benestante nell'allora provincia prussiana di Posen (ora Poznań, Polonia). Durante l'infanzia si spostò con i genitori in diversi paesi europei, fra cui Italia, Francia, Svizzera e Austria. Dopo il loro divorzio, nel 1912 si trasferì a Monaco, nell'animato quartiere di Schwabing, dove la madre gestiva una pensione familiare vicino all'università. Andò a scuola solo durante l'adolescenza, perché il padre, ingegnere itinerante e libero pensatore, aveva deciso di istruirla personalmente.

### Formazione

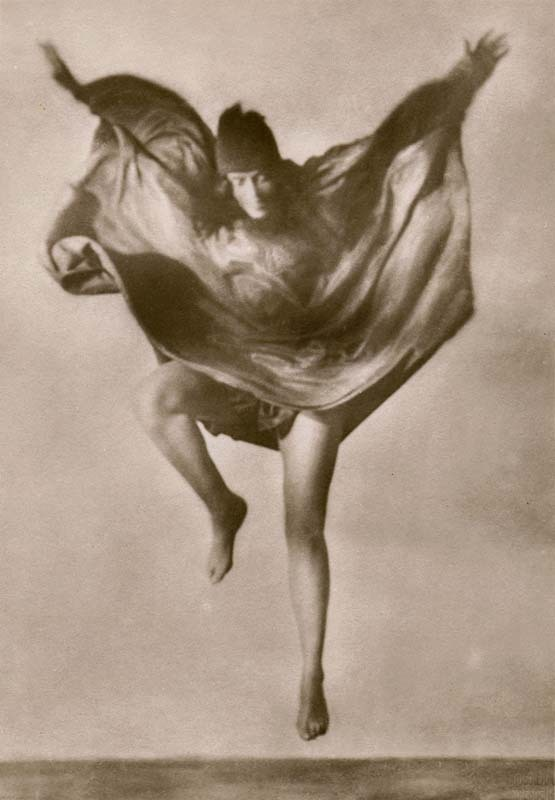
La ballerina Mary Wigman nello spettacolo Hexentanz, 1926

Diventò fotografa per caso. Nel 1915, all'età di diciotto anni, priva di un diploma di scuola superiore, volendo frequentare l'università dovette iscriversi, per procurarsi il titolo, a una delle due scuole superiori allora attive a Monaco. Scelse la Lehr- und Versuchsanstalt für Photographie, una scuola di fotografia in cui dominava l'estetica pittorialista, avendovi insegnato fino al 1913 il pittorialista tedesco-americano Frank Eugene.
Una delle sue compagne di studio le diede il soprannome che l'avrebbe accompagnata per anni, "Zottel", da lei più tardi tradotto in "Chien fou", per i suoi capelli lunghi, folti e indomabili che la facevano somigliare a un cane. Krull prese parte al fermento intellettuale, artistico e politico del quartiere di Schwabing, conobbe "il cubismo, il futurismo, le nuove danze di Mary Wigman", le conferenze di Rudolf Steiner, il buddismo, Rainer Maria Rilke, da lei definito "la coscienza di Schwabing", la costumista e artista di bambole Lotte Pritzel.
Dopo essersi diplomata, aprì a Monaco uno studio fotografico in cui iniziò a lavorare offrendo ritratti agli attori del teatro e realizzando foto di nudi femminili, com'era comune nella tradizione pittorialista.

#### Der Akt

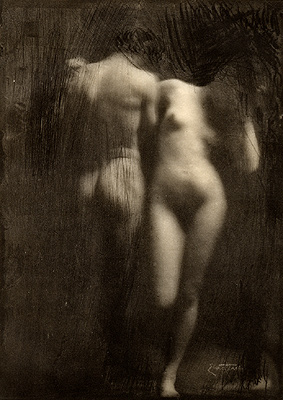
Frank Eugene, Adam und Eva (1898), pubblicato in Camera Work n. 30, 1910. Il pittore e fotografo tedesco-americano fu il maestro di Germaine Krull

Nel 1918 Krull realizzò Der Akt: Zwanzichphotographische Aufnahmen weiblicher Körper nach der Natur, in collaborazione con Josef Pécsi e Wanda von Debschitz-Kunowski, due suoi compagni di studio alla scuola di fotografia di Monaco. Il portfolio comprendeva venti nudi di stile pittorialista, dal formato 16,5 x 22,2 cm, rilegati insieme dagli stessi autori in un libro prodotto con caratteri stampati a mano su blocchi di legno: sette di queste fotoincisioni erano di Krull, quattro di Pécsi, nove di von Debschitz-Kunowski.
Secondo la storica dell'arte Kim Sichel, questo portfolio ricorderebbe quello del loro insegnante Frank Eugene, Hawe, pubblicato da Hans Wittmann nel 1914, composto di 12 fotoincisioni di nudi maschili in pose classiche. Le immagini riportate in Der Akt presentano stili diversi a seconda del loro autore: le sette fotoincisioni di Krull, che Sichel avvicina in particolare ai nudi del pittorialista francese Robert Demachy, a suo parere risultano le più semplici e naturali del gruppo, riproducendo classici effetti compositivi e pose pittoriche, anche se sperimentano "luci, drammaticità e umorismo". Una foto ritrae una giovane donna seduta su un divano, la cui schiena nuda è illuminata da una finestra, in parte avvolta da una coperta a motivi geometrici, in contrasto con la sua pelle candida; in altre foto le modelle, con caschetto Bubikopf, incarnano il modello della Neue Frau.

### Attivismo politico
Introdotta nella cerchia degli intellettuali dell'opposizione, Krull conobbe Kurt Eisner, segretario del Partito socialdemocratico indipendente tedesco (USPD), oggetto di uno dei suoi primi ritratti, e Ernst Toller, attivista socialista rivoluzionario. Strinse amicizia con Max Horkheimer e Fritz Pollock, futuri fondatori dell'Istituto per la ricerca sociale (Institut für Sozialforschung) di Francoforte. Durante le ultime settimane di guerra, il suo studio divenne un luogo di incontro per militanti anarchici, comunisti russi e socialdemocratici.

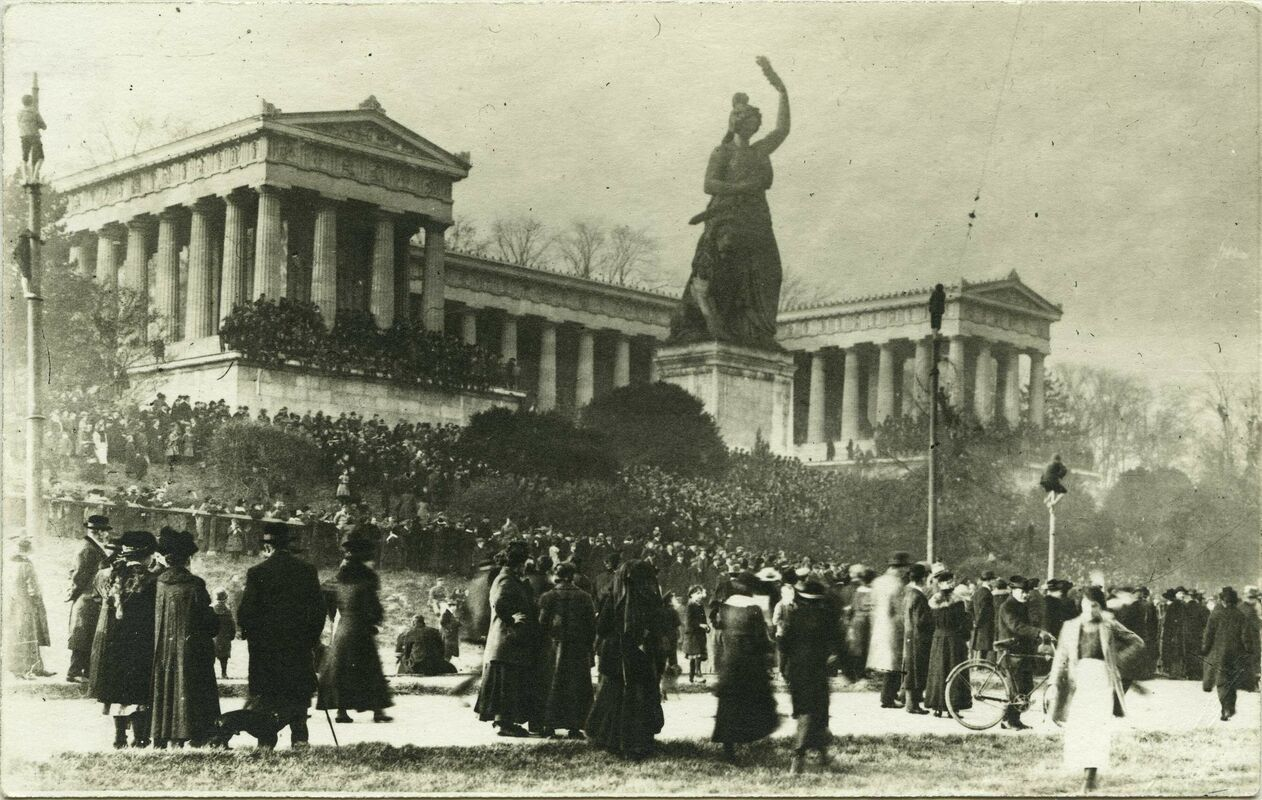
Manifestazione sul Theresienwiese il 7 novembre 1918

Nel novembre 1918 con Kurt, Else Eisner e Toller prese parte al raduno di massa sul Theresienwiese per chiedere la fine della guerra. Fu questo il punto di partenza della Rivoluzione di novembre e l'avvento dello Stato Libero di Baviera (Freistaat Bayern), di cui Kurt Eisner diventò Primo Ministro. Dopo l'assassinio di Eisner nel febbraio 1919 venne costituita la repubblica sovietica bavarese, di breve durata, conclusasi con la feroce repressione dei rivoluzionari da parte dell'esercito e di gruppi paramilitari ultranazionalisti (Freikorps).
Inizialmente vicina alle posizioni dell'USPD di Kurt Eisner, dopo il suo assassinio Krull si avvicinò al Partito Comunista d'Opposizione (KPD) e, dall'aprile 1919, alla breve esperienza della Repubblica dei Consigli. Il secondo periodo della sua militanza sarebbe iniziato con l'avvio, nel maggio 1919, del "Terrore bianco" contro la Repubblica sovietica di Baviera e i suoi sostenitori.
Krull fornì aiuto alla fuga in Austria di Tobias Akselrod, commissario in Germania del Comitato Centrale del Partito Bolscevico e membro dei Consigli della Repubblica di Baviera. Dopo che entrambi furono arrestati a Innsbruck, la giovane, una volta rilasciata, sostenne la causa di Akselrod a Berlino con Paul Levi, leader del KPD, e a Budapest con i vertici della Repubblica Sovietica Ungherese, affinché venisse scambiato dalle autorità russe con un ostaggio tedesco. Condannato a 15 anni di prigione nel 1919, il comunista russo sarebbe poi tornato in patria un anno dopo, mentre Krull nel marzo del 1920 sarebbe stata espulsa dalla Baviera perché ritenuta "pericolosa per sicurezza dello Stato".

La sua espulsione dalla Baviera e il periodo trascorso con Kurt Adler, da marzo 1920 a febbraio 1922, segnano il terzo periodo della sua attività politica. Kurt Adler (da lei chiamato Mila, il vero nome era Samuel Levit), era un giovane rivoluzionario russo di origini ebraiche, comunista di sinistra, con il quale Krull aveva stretto una relazione amorosa durante i fatti di Monaco, attendendo per circa un anno che scontasse in carcere la pena inflittagli dalle autorità bavaresi. Una volta riunita, la coppia cominciò ad operare fuori dalle strutture dei partiti, assumendo una posizione politica radicale, denunciando il controllo sempre più centralizzato di Mosca.

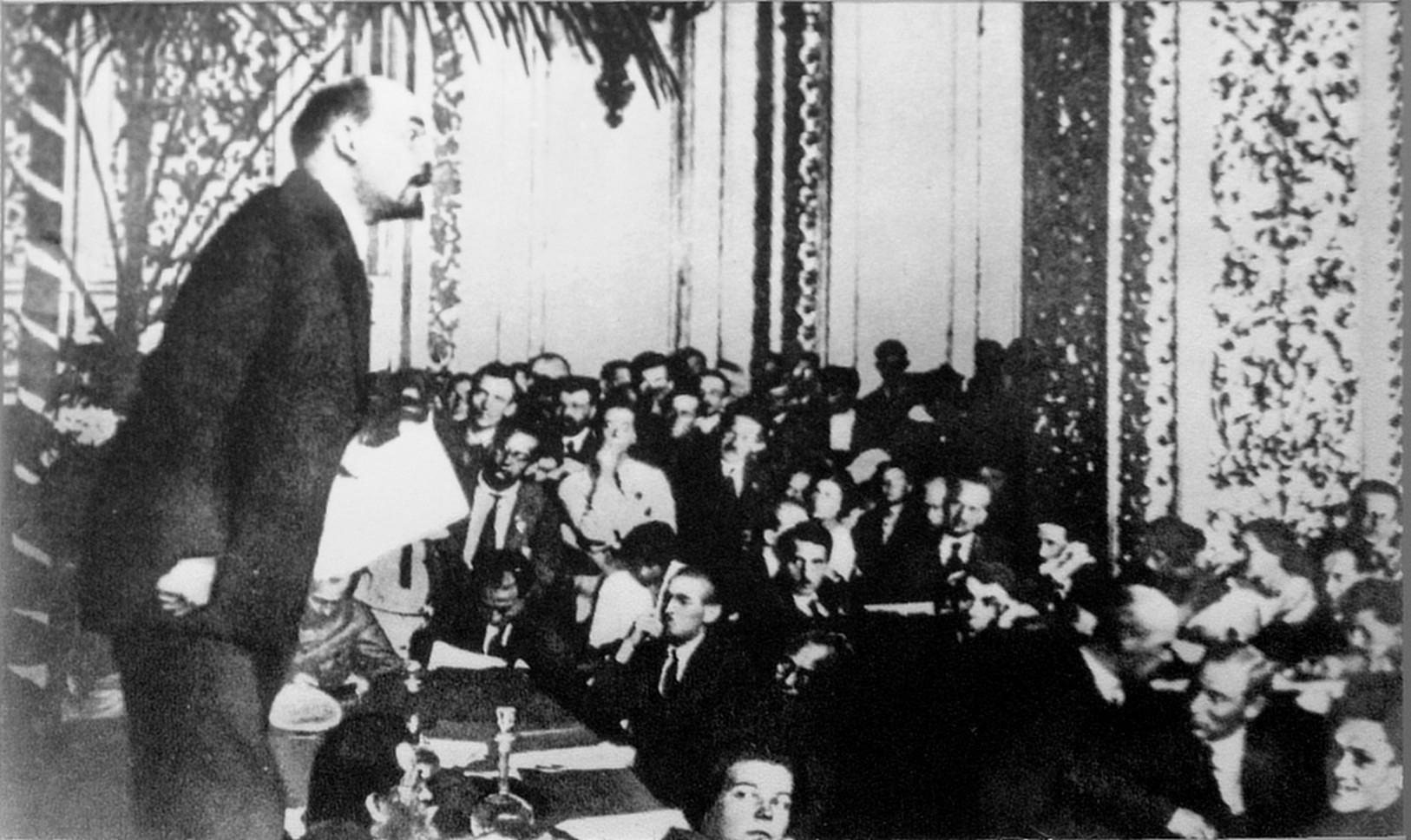
Intervento di Lenin al III Congresso dell'Internazionale Comunista

Nel gennaio 1921 i due intrapresero un viaggio di diversi mesi nella Russia sovietica. Entrambi, definiti da Pollock degli "anarchici", assistettero nel marzo 1921 alla rivolta dei marinai di Kronštadt e qualche mese dopo parteciparono a Mosca al Terzo Congresso dell'Internazionale Comunista come "delegati dell'opposizione", con l'intenzione di contestare la centralizzazione del movimento comunista promossa allora da Lenin, mettendo in luce l'esperienza dei Soviet di Monaco. Bollata come cospiratrice e controrivoluzionaria, Krull venne incarcerata nella prigione della Lubjanka, e poi espulsa nel gennaio 1922, mentre Adler la abbandonò al suo destino, uscendo dal paese.
Nel viaggio di ritorno, Krull contrasse il tifo e arrivò in Germania molto malata nei primi mesi del 1922, ospite a Gegenbach della moglie del socialista Kurt Eisner che aveva guidato la rivoluzione repubblicana di Monaco, morendo assassinato nel febbraio 1919. Else Eisner la curò amorevolmente e la aiutò a ristabilirsi fisicamente e psicologicamente.
Il 12 gennaio 1922 Krull scrisse agli amici Pollock e Horkheimer una lettera in cui espresse tutta la sua avversione per il comunismo sovietico:
Ora vedo che ho dato due anni della mia vita per un ideale, ma è solo un ideale»
(Germaine Krull, in Horkheimer Gesammelte Schriften)
Dopo queste esperienze, Krull si sarebbe allontanata dall'attivismo politico, riprendendo un suo coinvolgimento diretto solo dopo l'inizio della seconda guerra mondiale.
Fra il 1918 e il 1922 fotografia e attivismo politico rimasero per lei due sfere separate; mentre molti fotografi immortalarono attraverso numerose immagini gli eventi di quell'intenso periodo, Krull non avvertì questo bisogno. La fotografia diventò parte della sua vita, e una sua potente forma di espressione, solo dopo il 1922, con il suo arrivo a Berlino.

### Berlino, 1922-1925

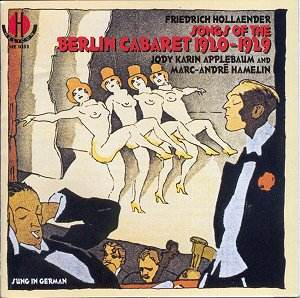
Cabaret di Berlino (1920-1929)

Germaine Krull visse a Berlino tra il 1922 e il 1925, dove riprese la sua carriera fotografica. Tra il 1922 e il 1924 lavorò in uno studio, il Kara-Kunstdruck, con il fotografo tedesco-britannico Kurt Hübschmann (in seguito noto come Kurt Hutton). Uno dei suoi primi lavori fu la realizzazione di un album di foto di Lenin, morto nel gennaio del 1924; le immagini le vennero fornite dallo stesso committente, Hans Basler, un commerciante conosciuto in Russia, con cui intrattenne una relazione appena giunta a Berlino.
In questo primo periodo di attività produsse ritratti di attori di teatro e ballerini (fra cui Max Terpis, Harald Kreutzberg, Daisy Spies, Jo Mihaly), politici, intellettuali, foto di moda (per le quali avrebbe confessato di non sentirsi portata), affrancandosi dall'estetica pittorialista appresa nella scuola di fotografia in cui era avvenuta la sua prima formazione.
Frequentò i dadaisti berlinesi e gli espressionisti. Hübschmann la introdusse nella sua cerchia di amici olandesi, conobbe il regista Joris Ivens, lo scrittore anarchico Arthur Lehning, direttore della rivista olandese i10 e scoprì le opere del fotografo costruttivista László Moholy-Nagy.
Cominciò ad avventurarsi nelle strade per catturare la vita della città di Berlino e a fare ritratti in studio di nudi e ballerine.
L'ambiente culturale della capitale tedesca e gli stimoli delle avanguardie avrebbero modellato la sua fotografia in modo irreversibile e contribuito a plasmare il suo stile fotografico, aprendolo a suggestioni provenienti dal teatro, dal cinema, dalla letteratura e da altri media.

#### Nudi femminili:DerAkteLes amies
Tra il 1923 e il 1924 Krull realizzò alcuni portfolio di nudi femminili in interni. Una serie di foto, dal nome Freia, riflettono la visione estetica della Freikörperkultur, la cultura del corpo libero e del nudismo, di tradizione ottocentesca, divenuta particolarmente popolare nella Berlino negli anni venti, grazie al pedagogista tedesco ed insegnante di educazione fisica Adolf Koch.

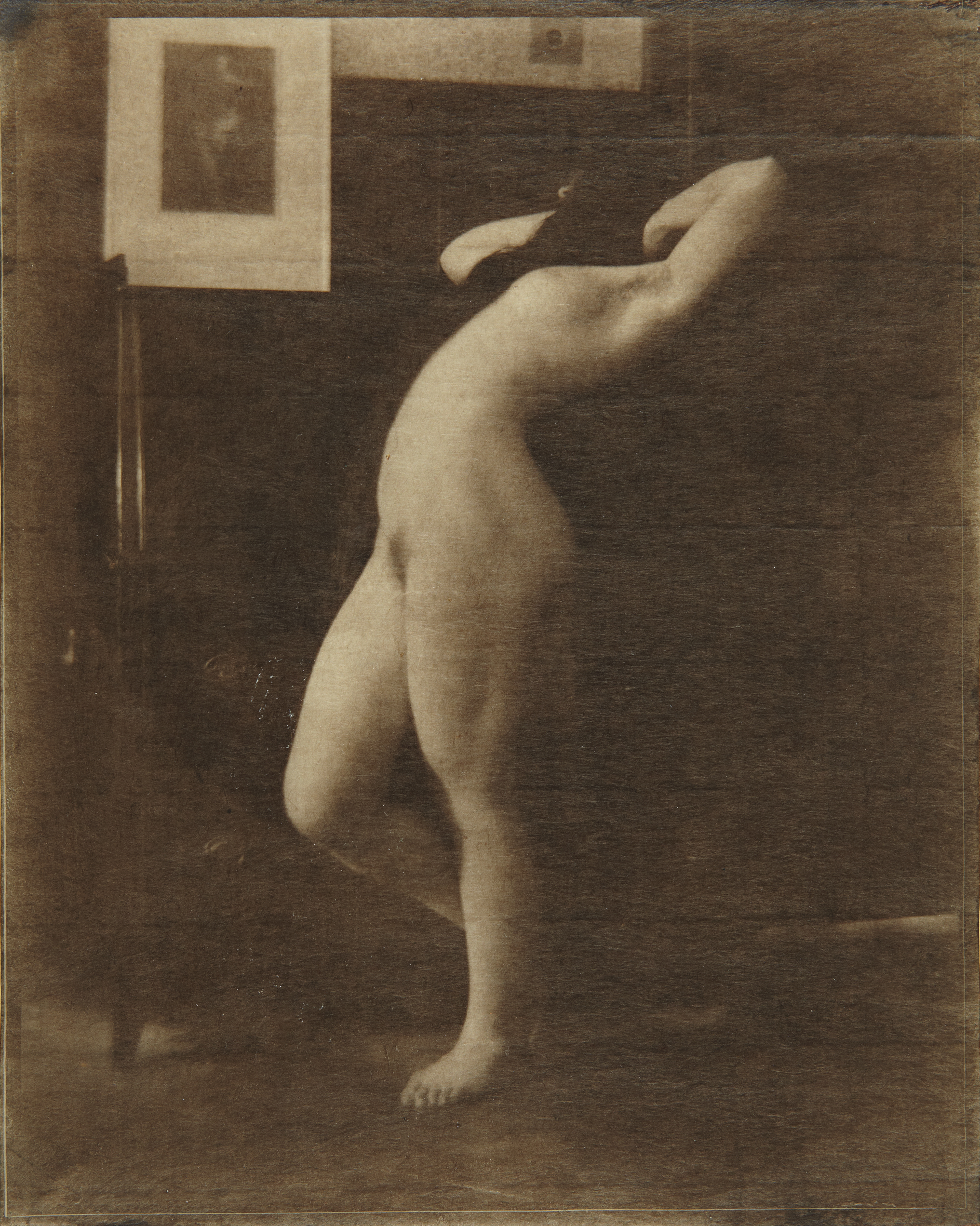
Heinrich Kühn, Studio di nudo, 1907

Queste foto erano incentrate su un soggetto femminile - la modella era probabilmente un'amica di Krull - il cui corpo nudo appariva immerso nella natura, in mezzo ad un campo di grano; un'altra serie di foto di questo periodo aveva come modella la sorella dell'artista, Berthe, studentessa di danza, nel 1923 in visita a Berlino, ritratta in pose che ricordano gli studi di nudo del pittorialista Heinrich Kühn. Altre foto mostrano specularmente una coppia di donne con le schiene chinate e le ginocchia immerse nell'acqua di un laghetto, in un formato simile alle stereoscopie pornografiche particolarmente diffuse a cavallo del secolo.
Nella Germania dei primi decenni del Novecento, e in particolare durante la Repubblica di Weimar, conobbe una particolare fioritura il mercato delle fotografie pornografiche, comprese immagini omosessuali e autoerotiche, di solito messe in commercio in formato cartolina, anche se era punita la vendita e la distribuzione di materiale osceno, incluso quello visivo.
Krull e la moglie del fotografo con cui condivideva lo studio a Berlino, Gretel Hübschmann, avrebbero consapevolmente sperimentato strade nuove nella scelta dei loro soggetti fotografici, scegliendo di realizzare "fotografie sfrontate". Il loro primo portfolio Der Akt (o Aktmappe), pubblicato nel 1924, con la stessa Hübschmann come modella, era composto da immagini di una coppia di donne semivestite, con sottovesti bianche e uno scialle a coprire parte del corpo, poste una di fronte all'altra, in pose erotiche e nello stesso tempo giocose e spensierate.

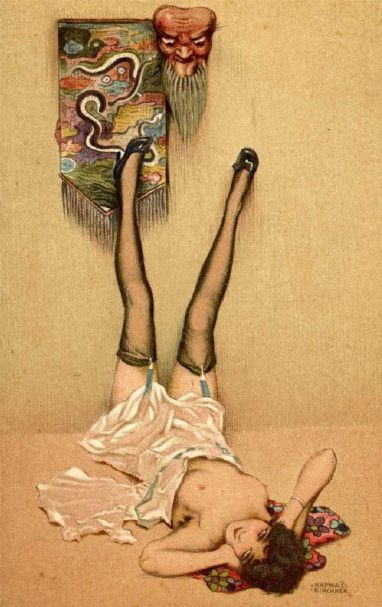
L'artista austriaco Raphael Kirchner (1876-1917) illustrò le prime pin-up, soprattutto in formato cartolina illustrata

Il portfolio Les amies, pubblicato più o meno nello stesso periodo, contiene undici foto di nudi più espliciti, a sfondo lesbico. Le due modelle, con il volto e i seni quasi del tutto oscurati, adagiate su un letto, nude con calze scure e scarpe dai tacchi alti, intrecciano i loro corpi in pose audaci. In due di queste foto, una delle donne indossa una camicia bianca maschile e la cravatta, suggerendo un gioco di ruoli. In nessuna delle foto le donne fissano la fotocamera, la testa è sempre girata o il viso coperto dalle braccia, togliendo ogni possibilità allo spettatore di essere coinvolto o invitato con lo sguardo al gioco erotico.
Secondo Clare Rogan, con le sue immagini sovversive di sesso lesbico, dalle quali traspare un intento giocoso e dissacrante, Germaine Krull avrebbe attraversato il confine tra arte e pornografia, sfidando le esperienze visive convenzionali.
Anche secondo Kim Sichel, sebbene tutte le foto di nudo del periodo berlinese - Freia, Berthe, Gretel Hübschmann, la coppia lesbica - dimostrassero la conoscenza delle tradizioni di nudo e della pittura e fotografia pornografica, Krull avrebbe scelto di prendersi gioco di queste convenzioni: servendosi dell'immaginario pornografico avrebbe sovvertito la purezza dello stile pittorialista; con i suoi soggetti lesbici avrebbe giocato con le rappresentazioni di genere, mostrando donne che guardano altre donne, sostituendo "una collaborazione attiva, allo sguardo maschile convenzionale che controlla un nudo docile".
Tre dei nudi prodotti da Krull in questo periodo (due da Der Akt, uno da Les Amies) sarebbero stati successivamente inclusi nell'ampio studio Die Erotik in der Photographie (1931-32), insieme ad altre fotografie erotiche nelle quali prevalevano le rappresentazioni di genere tradizionali.
I nudi berlinesi, rispetto ai primi esperimenti di Monaco, mostrerebbero un'evoluzione stilistica di Krull, un progressivo affrancamento dalle "convenzioni maschili della fotografia di studio accademica", verso una visione fotografica più personale, anche se ancora in corso di formazione.
Nei giganti d'acciaio successivamente fotografati dall'artista in alcune metropoli europee, da lei chiamati "métaux nus" (metalli nudi), ripresi nelle prospettive vertiginose della Nuova Visione, alcuni critici avrebbero intravisto delle somiglianze stilistiche e geometriche con le fotografie di nudo realizzate nel periodo berlinese.
L'amore lesbico per Krull non rappresentò solo un soggetto fotografico, ma anche un'esperienza personale, riportata nella sua autobiografia, anche se con dichiarazioni contraddittorie. In La vita conduce la danza descrisse la relazione iniziata durante il suo soggiorno a Berlino con un'amica chiamata "Elsa", una donna sposata che la aiutava nei periodi in cui aveva troppo lavoro, e che non rivide più dopo un viaggio a Parigi, dove le due "innamorate" trascorsero le notti nei locali della capitale parigina, assistendo agli spettacoli di can-can e ballando insieme "senza che nessuno venisse a separarci". Così scrisse di questa relazione:
(Germaine Krull, La vita conduce la danza, pp. 132, 136)

### Amsterdam, 1925
Nell'autunno del 1925, su invito della famiglia di Ivens, il suo nuovo compagno, Krull si trasferì con lui ad Amsterdam, città che aveva già visitato un anno prima. Ivens, documentarista sperimentale, fu uno dei fondatori di Filmliga, un collettivo olandese di artisti d'avanguardia.
Mentre il giovane regista compiva i sopralluoghi per il suo documentario De Brug (Il ponte, 1928), sul ponte ferroviario sollevabile di Rotterdam, Krull durante le sue passeggiate nella zona portuale rimase affascinata dalle strutture metalliche e dalle gru dei moli. Gli stimoli provenienti dai circoli intellettuali di Amsterdam, dove si confrontavano i teorici del cinema russo, olandese, tedesco, l'avrebbero portata a sviluppare le sue grandi opere di montaggio, la serie di fotografie industriali iniziata in Olanda e poi proseguita in Francia, alla base della sua opera più famosa, il portfolio Métal.
Nel 1925 Krull realizzò il suo primo corto con Georges Patin: Six pour dix francs.

### Parigi, 1926-1935
Nel 1926, appena stabilitasi a Parigi, Krull si occupò di fotografie di moda, pubblicità, nudi e ritratti, per poi dedicarsi più intensamente al fotogiornalismo.
Iniziò nel 1926 lavorando come fotografa di moda per grandi stilisti, come Paul Poiret, Lucien Lelong, Sonia Delaunay, e pubblicando un gran numero di fotografie in riviste femminili, tra cui il supplemento di Frankfurter Zeitung, Für die Frau. Attraverso Sonia Delaunay e il marito Robert Delaunay venne introdotta nell'ambiente artistico parigino, dove conobbe André Malraux, Colette, Jean Cocteau, André Gide, che divennero soggetti dei suoi ritratti letterari fotografici.
Accanto ai lavori su commissione, Krull continuò ad occuparsi della serie di fotografie, da lei chiamate "mes fers", iniziata sulle banchine di Rotterdam e Amsterdam e proseguita a Parigi, Saint-Ouen, Saint-Malo, Marsiglia: immagini di strutture metalliche, frammenti di ponti trasportatori o macchinari della Torre Eiffel, con inquadrature ardite e disorientanti, spesso riprese dal basso verso l'alto, slegate da una visione realistica.
Nel 1927 sposò Joris Ivens; fu soprattutto un matrimonio di convenienza, accettato da entrambi, che le garantì un passaporto olandese, uno status che rese possibile la sua indipendenza professionale nei successivi vent'anni e "una patina di rispettabilità, senza sacrificare la sua autonomia". Krull e Ivens mantennero un rapporto di sincera amicizia per tutta la vita. La fotografa collaborò con il marito nella realizzazione di alcuni cortometraggi: Études des mouvements (1927), Zeedijkfilmstudie (Studio di Amsterdam, 1927), De Brug (Il ponte, 1928) e Regen (Pioggia, 1929).

#### Il portfolioMétal(1928)

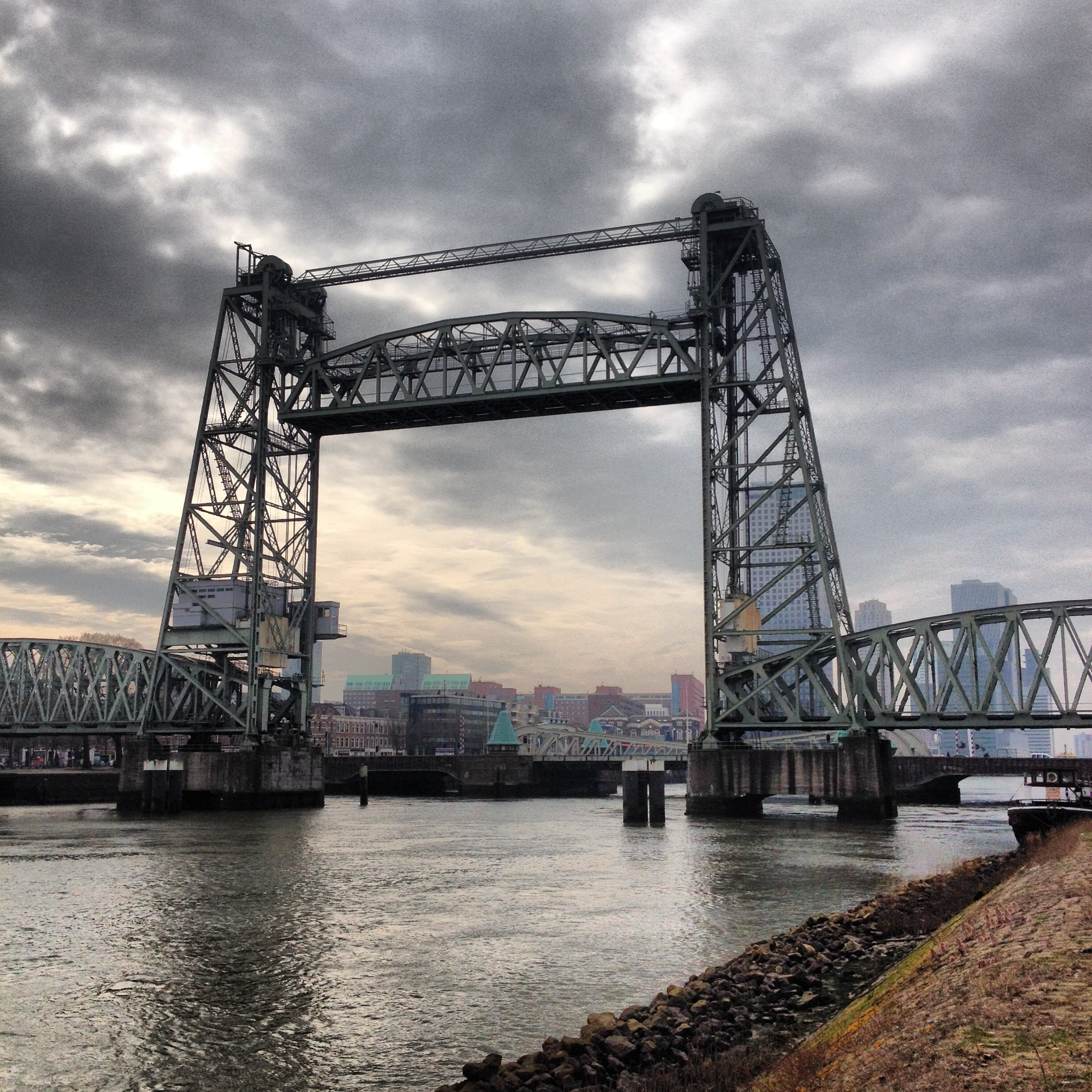
Il ponte Koningshavenbrug (De Hef) nel porto di Rotterdam, costruito nel 1927

All'incirca nello stesso periodo in cui Ivens completò il documentario De Brug, Krull realizzò il fotolibro Métal, la sua opera più famosa: una raccolta di 64 foto in bianco e nero di ponti e strutture industriali di Rotterdam, Amsterdam, Marsiglia e della Torre Eiffel di Parigi, una metafora del mondo moderno letta attraverso l'estetica della Nuova Visione e trasformata in materia d'arte.
In questo lavoro, dinamico e potente, Krull incorporò i concetti e le sperimentazioni artistiche d'avanguardia con cui era venuta a contatto frequentando i più vivaci circoli intellettuali del tempo: la Nuova Visione di Laszlo Moholy-Nagy (primi piani, ritagli, punti di vista inusuali, alto contrasto) e dell'avanguardia olandese raccolta intorno alla rivista i10 e al gruppo Filmliga; la teoria del montaggio di Sergei Eisenstein di cui adottò l'idea di rottura e di "contrappunto visivo"; il concetto politicizzato di collage descritto da Walter Benjamin, conosciuto attraverso Max Horkheimer e Friedrich Pollock; il cubismo francese.
A partire dal 1925, quando cominciò a fotografare i porti di Amsterdam e Rotterdam, affascinata dai mostri di ferro, Krull era alla ricerca di un suo stile personale, che sarebbe maturato sviluppando vedute prive di linee d'orizzonte o di prospettive razionali, torri prese dall'alto o dal basso, in cui lo spettatore era indotto ad assumere "la posizione di un trapezista che vola nell'aria".
Métal, il libro che l'avrebbe resa uno dei più importanti fotografi europei del decennio, venne pubblicato a Parigi nel 1928 dalla Librarie des arts decoratifs, con una prefazione dell'editore e critico francese Florence Fels. Sulla foto di copertina, il nome della fotografa era stampato in verticale, sovrapposto alle ruote dell'ascensore della Torre Eiffel. Le 64 riproduzioni collotipiche, numerate ma non rilegate, si presentavano prive di didascalie e di indicazioni geografiche. La pubblicità che ne promosse la vendita descrisse l'album come la "danza dei metalli", e il sottotitolo "metaux nus" sottolineò il carattere vitale e antropomorfo dei soggetti industriali ritratti.

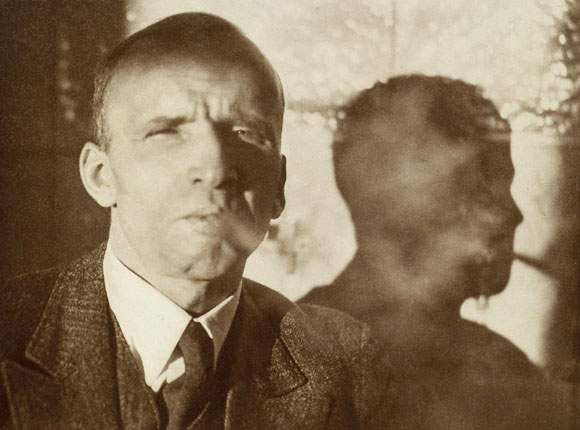
Hugo Erfurth, Ritratto di Albert Renger-Patzsch, 1938

La storica Naomi Rosembaum ha accostato il lavoro di Krull, un "soggetto essenzialmente maschile del paesaggio industriale", a quello della statunitense Margaret Bourke-White, all'avanguardia tra i fotografi che in quello stesso periodo usavano tecniche moderniste per promuovere l'industria sia commercialmente che artisticamente. Secondo Rosenbaum, Krull si distanzierebbe dai modernisti Laszló Moholy-Nagy e Aleksandr Rodchenko perché, pur utilizzando soluzioni estetiche proprie delle Neues Sehen (inquadrature ravvicinate ed angolazioni ardite), le sue foto non creerebbero un effetto disorientante nello spettatore, mantenendo il dato di realtà di queste strutture gigantesche, con uno stile "preciso e romantico allo stesso tempo".
Kim Sichel ha avvicinato alcune delle immagini di Métal allo stile dettagliato e razionale, alle inquadrature e gli effetti di luce di Albert Renger-Patzsch, che in quel periodo produsse, su commissione dell'industria tedesca, diverse foto di architettura e prodotti industriali, e alle astrazioni sperimentali di Moholy-Nagy. Diversamente dalle foto realizzate da Margaret Bourke-White, inserite in una trama narrativa, secondo Sichel quelle di Krull risulterebbero più astratte ed isolate, prive persino di dati geografiche che le collochino in un determinato contesto. A suo parere la particolarità di Métal risiederebbe nella sua struttura cinematografica, ispirata ai principi del montaggio eisensteiniano, una "narrativa irregolare", piena di interruzioni e salti formali, che celebra "la confusione, la velocità e la simultaneità del mondo industriale". Métal rifletterebbe "la forza fluttuante dell'immaginario delle macchine prevalente in tutta Europa durante gli anni '20 e '30"; l'opera potrebbe essere interpretata sia come una celebrazione delle macchine che come una sua critica.
Métal valse alla sua autrice il soprannome di "Valkyrie de fer" da parte del giornale satirico Le Merle blanc. Nel 1928 Krull era ritenuta uno dei migliori fotografi di Parigi, insieme a André Kertész e Man Ray.  Quest'ultimo le avrebbe confessato: "Germaine, tu ed io siamo i più grandi fotografi del nostro tempo, io nel vecchio senso, tu nel moderno".

#### Fotogiornalismo
Il riconoscimento ottenuto da Métal nell'ambiente delle avanguardie artistiche parigine le procurò numerosi incarichi da parte della nuova rivista Vu, il primo grande settimanale illustrato francese, nato nel 1928. Diretto da Lucien Vogel, Vu da subito si circondò di giovani autori d'avanguardia e fotografi come Eli Lotar, André Kertész e Germaine Krull, ponendo la fotografia al centro del suo progetto editoriale.

Il primo incarico che Vogel affidò a Krull, positivamente colpito dalle sue fotografie di giganti metallici, fu un servizio sulla Tour Eiffel. Così la fotografa descrisse l'impresa, condotta a buon fine con l'aiuto di Eli Lotar, allora suo assistente e suo nuovo compagno, con cui avrebbe convissuto per diversi anni: 
(Germaine Krull, La vita conduce la danza, p. 148)

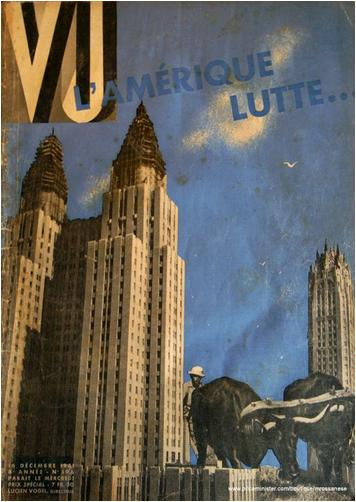
Copertina della rivista illustrata VU, n° 196, 1931

Queste foto ebbero molto successo. Su ispirazione del filone documentaristico rappresentato da Eugène Atget, morto nel 1927 e ritenuto dai sostenitori dell'avanguardia fotografica degli anni '20 il padre della fotografia moderna, Krull realizzò in seguito diversi servizi fotografici concentrati sulla vita, la cultura parigina e gli angoli più sconosciuti della capitale: il mondo marginale dei quartieri popolari, il mercato delle pulci, i grandi magazzini, la "zone". Le immagini, di piccolo formato (6x9 cm), spesso sconcertanti, apparentemente casuali, esprimevano una forte qualità poetica, una vicinanza con i soggetti ripresi attraverso primi piani "intimi", favoriti dall'uso di una particolare macchina fotografica portatile e pieghevole, l'Icarette.
Krull viaggiò per Vu anche in Bretagna, realizzando reportage sull'autonomismo bretone (Révolution armoricaine. L'autonomisme breton et ses joies, agosto 1928) e sulla cerimonia di benedizione delle navi nel porto di Saint-Malo (Le pardon des Terre-Neuvas, febbraio 1929); si recò nel Sud per le celebrazioni del bimillenario della città di Carcassonne (luglio 1928), per la festa spagnola a Saint-Tropez (luglio 1930) e per la festa del maestrale a Maillane (settembre 1930). Il suo ultimo reportage più importante fu sulle operaie parigine (Les ouvrières de Paris, dicembre 1932-gennaio 1933) con testo di Emmanuel Berl. Concluse la sua collaborazione nel 1934 con le foto realizzate per gli articoli Éden de banlieue, reportage sulle rive della Marna e con ritratti di tipi popolari, simili a quelli dei dipinti di Antoine Le Nain (1588-1688), comparsi nell'articolo Les modèles de frères Le Nain (15 luglio 1934).
Il successo dei reportage su Vu procurò a Germaine Krull incarichi da parte di altre riviste: L'Art vivant di Florent Fels e Carlo Rim; Jazz di Carlo Rim; Détective dei fratelli Joseph e Georges Kessel; Bifur; Variétés, rivista d'avanguardia belga; Der Querschnitt, rivista d'avanguardia tedesca; Art et Médecine; Paris-Magazine France à table.

#### Mostre

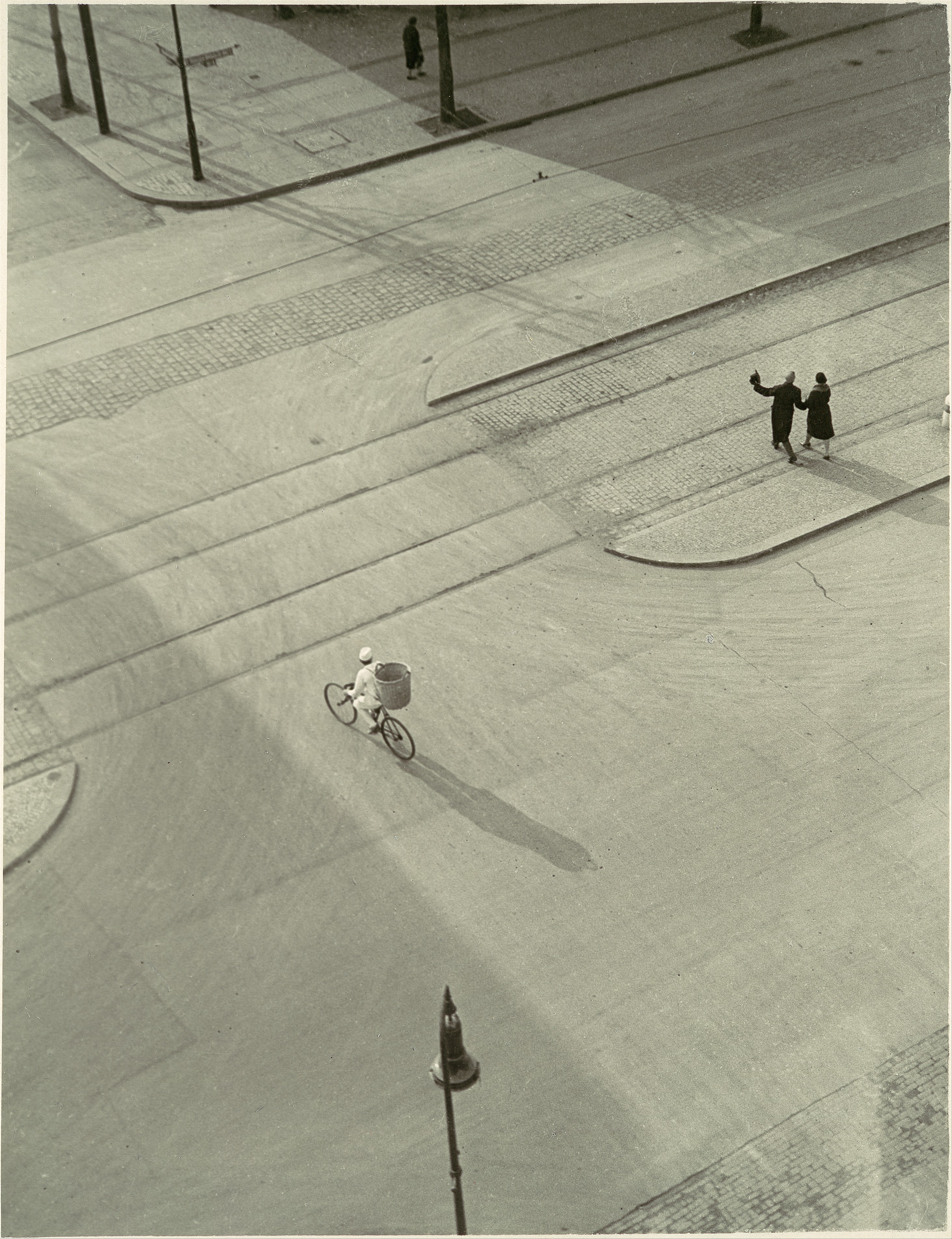
7:00 (Mattina di Capodanno) di László Moholy-Nagy (1930)

Dal 1927 al 1930 Krull partecipò alle maggiori mostre fotografiche che si svolsero a Parigi, Bruxelles e in Germania.
Tra maggio e giugno 1928 espose tredici sue fotografie - dieci immagini di moli francesi e olandesi e della Tour Eiffel, due ritratti e uno studio di nudo - al Salon de l'Escalier di Parigi, "Prima Mostra Indipendente della Fotografia". Le foto dei suoi giganti d'acciaio non avevano eguali con le altre presenti nella mostra; foto simili erano state prodotte in Germania, ma nessuno le aveva ancora mai viste in Francia; Germaine Krull fu la prima ad introdurre nel paese, attraverso i soggetti di Métal, l'estetica del costruttivismo e della Nuova Visione.
Nel novembre dello stesso anno la fotografa partecipò alla mostra internazionale di fotografia che si svolse a Bruxelles alla Galerie l'Époque, nella quale esposero i principali protagonisti della fotografia modernista - come Kertész, Berenice Abbott, Man Ray, Albin-Guillot, Moholy-Nagy, Eli Lotar, Gobert, Aenne Biermann - sostenitori di un'estetica fotografica autonoma, svincolata dallo stile pittorialista. Fotografie ispirate alla Nuova Visione e al surrealismo si trovavano vicine le une alle altre; alcune fotografe francesi dallo stile più classico, Laure Albin-Guillot e Madame d'Ora, non presero parte alla mostra. La partecipazione a questi due grandi eventi rafforzò la posizione di Krull nel movimento modernista e le procurò una notorietà a livello internazionale.
Nel 1929 si svolse a Stoccarda una delle maggiori manifestazioni della Nuova Fotografia: Film und Foto (FiFo) che mise in atto i codici della fotografia moderna in Europa. Laszlo Moholy-Nagy fu uno dei selezionatori dei fotografi europei. Germaine Krull espose le sue foto della Torre Eiffel, delle centrali elettriche e alcuni suoi reportage, collocandosi fra i principali protagonisti della Neues Sehen. La mostra continuò lo stesso anno a Zurigo, Berlino, Danzica e Vienna, poi nel 1931 a Tokyo e Osaka.
Fotografie di Krull vennero esposte anche alla mostra Fotografie der Gegenwart (Fotografia del presente) organizzata nel 1929 dallo storico dell'arte Kurt Wilhelm-Kästner ad Essen, poi ripetuta ad Hannover, Berlino, Dresda, Magdeburgo e Londra, a cui partecipò un gran numero di artisti ed espressionisti del Bauhaus.
Fra il 1930 e il 1935, le fotografie di Germaine Krull furono presenti anche in varie mostre parigine; la più significativa, intitolata Documents de la vie sociale, venne organizzata nel mese di giugno 1935 dall'AEAR (Association des écrivains et artistes révolutionnaires). Eli Lotar si occupò della sezione fotografica, Germaine Krull espose le fotografie del suo reportage sulle operaie di Parigi.

#### Libri fotografici
Métal fu un'opera pioneristica nel campo dei libri fotografici; Krull avrebbe continuato a produrne per tutta la vita, a Parigi, a Monte-Carlo, a Rio de Janeiro e in Asia.

##### Parigi

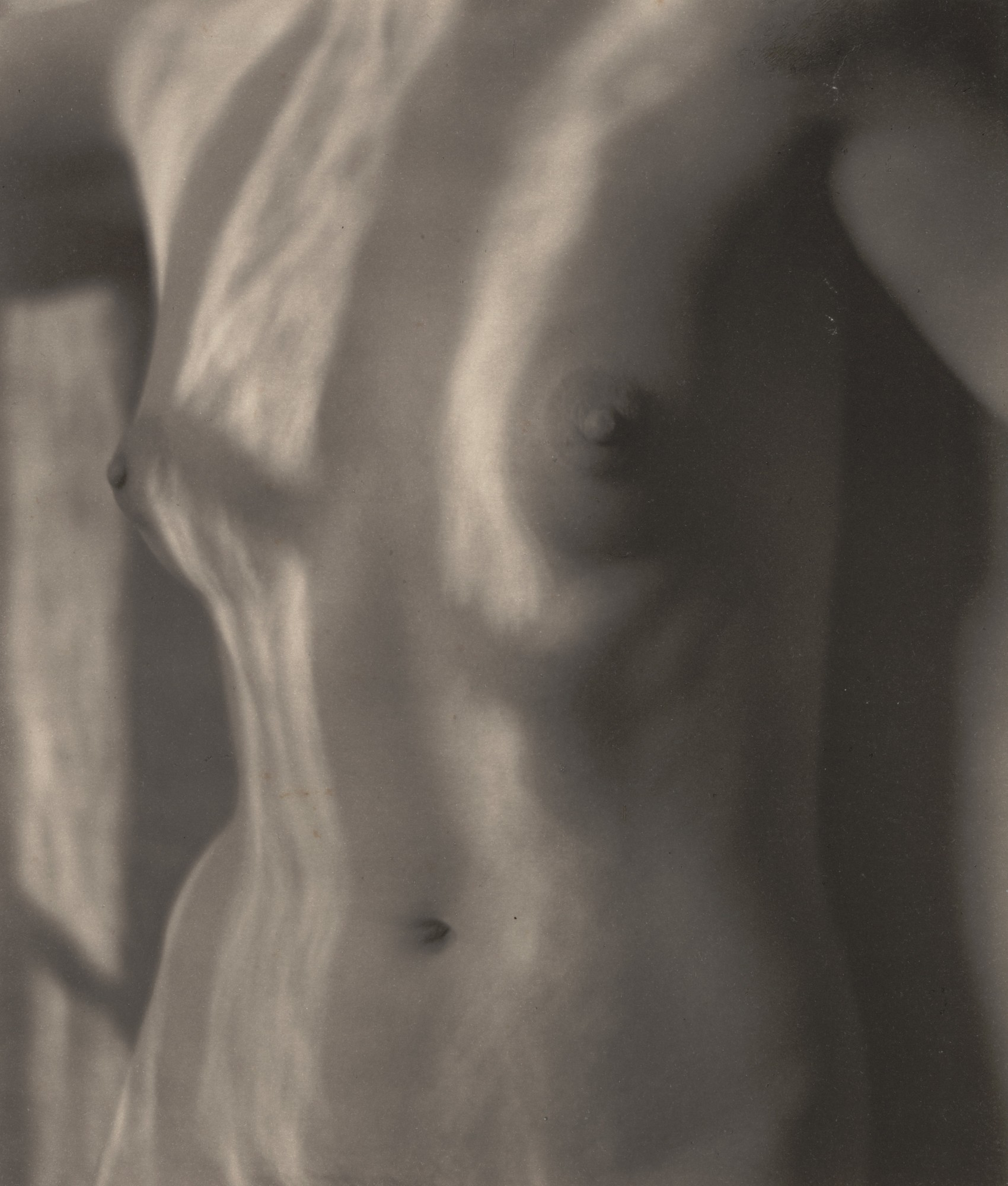
Edward Weston, Refracted Sunlight on Torso, 1922

Quando era a Parigi realizzò diversi libri fotografici incentrati sulla capitale, da sola o con altri fotografi e scrittori: in Paris (1928) collaborò con Mario Bucovich, in Visages de Paris (1930) con André Warnod; in Paris under 4 årstider (Parigi delle 4 stagioni, 1930) con Adolf Hallman; 100 x Paris (1929), con l'introduzione di Florent Fels, uscì in tre lingue: inglese, francese e tedesco.
Il suo stile fotografico concretizzava il concetto di "fantastico sociale" o "romanticismo sociale" - la dimensione strana e inquietante della modernità - teorizzato in quegli anni dall'amico scrittore Pierre Mac Orlan, uno dei più prolifici teorici francesi della fotografia della sua generazione, evocato dallo scrittore d'arte Florent Fels nella sua prefazione a Métal.

##### Études de nus
Nel 1930 l'editore di Métal, Calavas, le commissionò un nuovo portfolio, Études de nus. Introdotte da un testo di Jean Cocteau, le 24 fotoincisioni - numerate e non rilegate - ritraggono corpi femminili, in alcuni casi concentrando l'attenzione su frammenti, come le braccia o le gambe. Secondo alcuni critici le ombre sarebbero utilizzate come superfici aggiuntive proiettate sullo spazio per trasformarlo, come nell'immagine della Torre Eiffel; per altri queste foto sfiorerebbero l'astrazione. Martin Parr e Gerry Badger ritengono che questo portfolio rappresenti un regresso rispetto a Métal del 1928; per Kim Sichel esprimerebbe meno innovazione formale rispetto ai nudi berlinesi, e le immagini contenute sarebbero più simili a quelle dei nudi modernisti di Edward Weston e Imogen Cunningham, che alle distorsioni surrealiste di André Kertész o di Herbert Bayer.

##### Album di viaggi

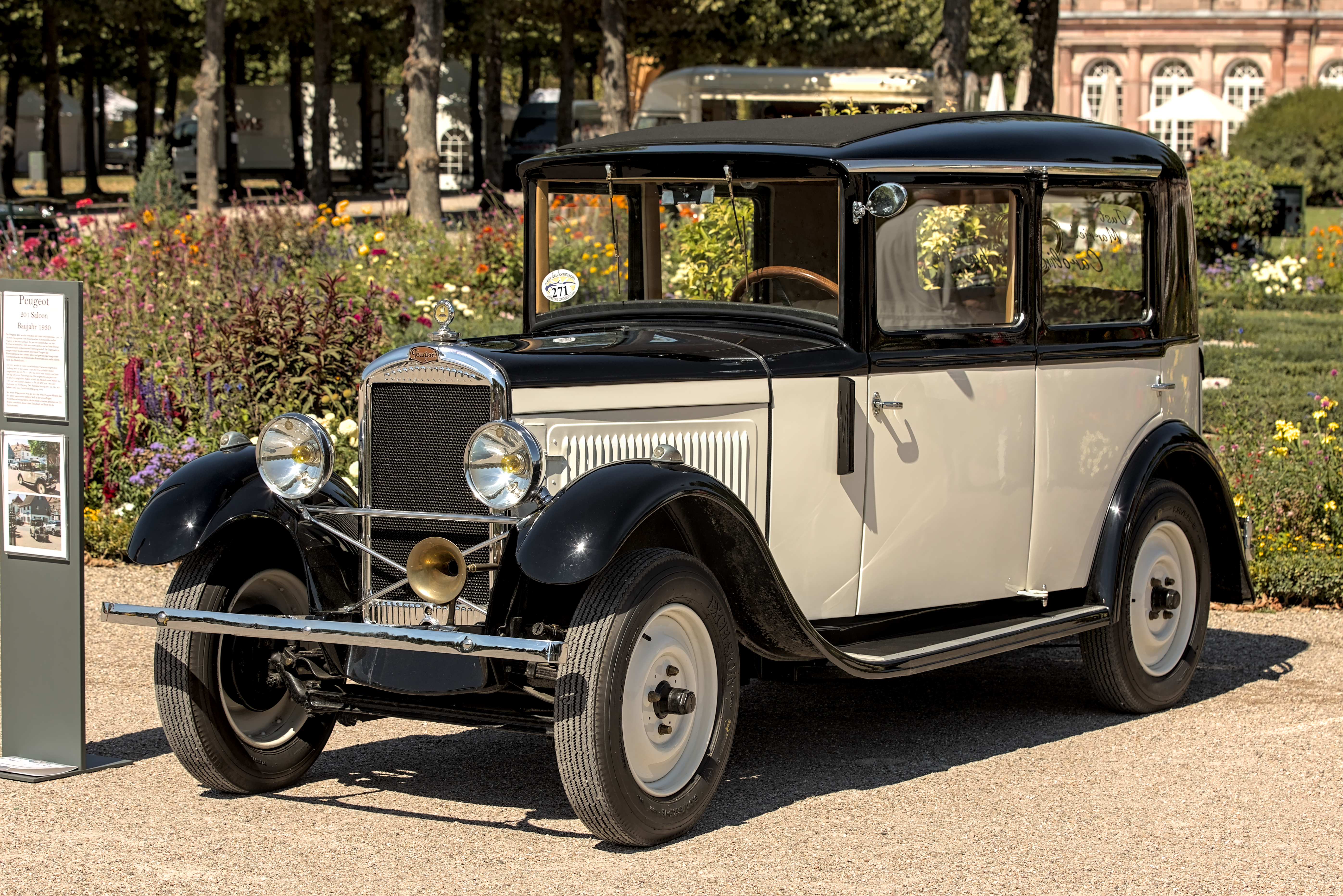
Come ricompensa del suo reportage pubblicitario, Krull ricevette dalla Peugeot la nuova 202

Nel 1929 Krull ricevette alcuni incarichi di servizi pubblicitari dall'Azienda Elettrica di Parigi e dalle case automobilistiche Peugeot e Citroën. Questa esperienza le fece nascere un forte entusiasmo per i viaggi e le immagini scattate dall'automobile, che la portò a realizzare un nuovo tipo di libro fotografico, come Le Valois de Gérard de Nerval (1930), pubblicato dalla tipografia Firmin-Didot e impaginato dallo stampatore-tipografo Jacques Haumont, una sorta di reportage turistico/letterario per le strade di Francia, condotto sulla Peugeot ricevuta dalla casa automobilistica come ricompensa del suo lavoro.
Il libro, in cui il testo letterario di un autore dell'Ottocento si presenta intervallato da immagini realizzate da una fotografa della modernità, rappresentò un caso unico per il tempo. Ad esso seguirono La Route Parigi-Biarritz (1931), una sorta di diario di viaggio, basato sulla doppia testimonianza di Claude Farrère e Germaine Krull, La Route de Parigi à la Méditerranée (1931) e Marseille (1935), un viaggio estetico e mentale, oltre che geografico, verso il sud della Francia.

##### Romanzi illustrati
Krull fu una pioniera anche nel campo dei romanzi illustrati; accompagnò con sue fotografie il romanzo poliziesco di Pierre Mac Orlan, Ombres de Paris, pubblicato nel 1930 nel settimanale Detective.
Nel 1931 con Georges Simenon realizzò il primo fotoromanzo (foto-testo) vero e proprio, il romanzo poliziesco illustrato La Folle d'Itteville (1931), con 104 fotografie a corredo del testo. L'esperimento nacque dall'idea di un giovane editore, Jacques Haumont, ex collaboratore delle edizioni Firmin-Didot e promotore di altri fotolibri di Krull, come Le Valois. Haumont intendeva rivolgersi ad un vasto pubblico popolare, associando testo e immagini in un romanzo poliziesco. Doveva essere il primo di una serie, ma non ebbe alcun seguito, a causa dell'intervenuto fallimento dell'editore. Anche se l'organizzazione di testo e immagini non coincide esattamente con quella assunta in seguito dal moderno fotoromanzo - il cui esordio ufficiale è degli anni quaranta - la formula utilizzata non aveva precedenti per quel tempo.

#### Dal successo alla fuga da Parigi

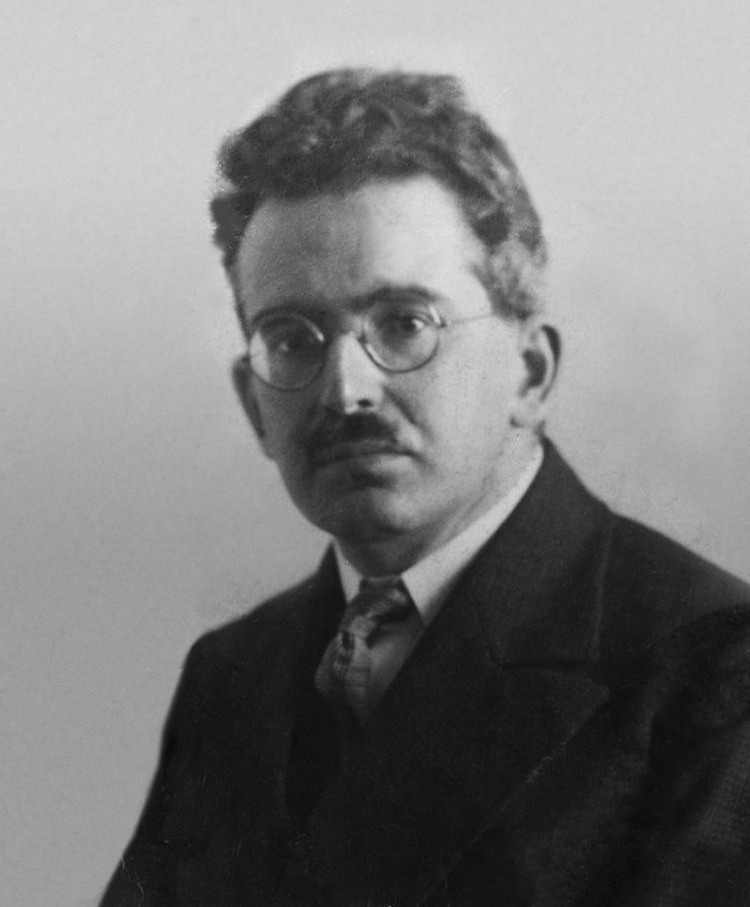
Walter Benjamin, amico di Krull, la citò nella sua opera Breve storia della fotografia

Tra il 1928 e il 1931 Germaine Krull fu all'apice della sua creatività e visse gli anni di maggior successo.
Nel 1931 Gallimard le dedicò un album con la prefazione di Pierre Mac Orlan, il primo volume di una raccolta sui Nuovi Fotografi. Nello stesso anno, nel suo saggio Breve storia della fotografia, il filosofo e critico d'arte Walter Benjamin citò Krull, amica da diversi anni e autrice di un suo ritratto nel 1926, come esempio delle potenzialità della fotografia, collocandola tra August Sander e Karl Blossfeldt e contrapponendola ad Albert Renger-Patzsch, che egli disprezzava. Per Benjamin, le fotografie di Krull del mondo industriale e moderno rappresentavano un esempio dell'idea di interruzione e della teoria di montaggio cinematografico da lui sostenute. Secondo Benjamin, Krull era riuscita a creare immagini formalmente innovative, attive e politicamente motivate, che potevano ispirare il cambiamento sociale: non si presentava come un osservatore passivo alla ricerca del "bello", ma come un ingegnere attivo di un nuovo mondo.
Tuttavia all'inizio degli anni trenta Krull ricevette sempre meno commissioni. I tre fotografi degli inizi di VU, Krull, Lotar e Kertész, indipendenti, senza studio o agenzia di stampa, vennero esclusi dal rapido sviluppo della professione di reporter. Nell'ottobre del 1932 la fotografa partecipò al lancio del settimanale Marianne creato da André Malraux ed Emmanuel Berl presso Gallimard; illustrò La gatta di Colette, apparso a puntate. Ma con il fallimento delle edizioni Haumont la sua situazione si fece difficile; il sequestro dei beni di Jacques Haumont - allora suo compagno - e dell'auto che lei aveva ricevuto dalla Pegeout per il suo lavoro fotografico (che le fu successivamente restituita), la visita degli ufficiali giudiziari nell'appartamento in cui viveva, intestato all'editore, la condussero ad affidare a Eli Lotar il suo archivio di fotografie e le lastre di vetro (materiale in seguito andato perduto) e a fuggire da Parigi.
Si rifugiò per un periodo presso degli amici a Montfort-l'Amaury, poi partì per il Sud, dove lavorò per la stampa locale e fotografò ville di ricchi proprietari di case a Juan-les-Pins, Hyères, Mentone, Nizza e Montecarlo. Il suo libro dedicato a Marsiglia fu pubblicato nel 1935 con una prefazione di André Suarès. Le fotografie, comprese quelle del ponte trasportatore, considerato oggi come una delle foto più simboliche del suo lavoro, provenivano dai suoi precedenti reportage.

### Montecarlo, 1935-1940
Tra il 1935 e il 1940 Krull visse a Montecarlo, dove trovò impiego al casinò. I soggetti fotografati in questo periodo riguardano edifici, automobili, celebrità e gente comune. Le entrate tuttavia non erano sufficienti e dovette cercare aiuto dai suoi amici tedeschi dell'epoca, Max Horkheimer e Fritz Pollock, e dall'ex marito, Joris Ivens, stabilitosi negli Stati Uniti. Incaricò senza successo Walter Benjamin, allora residente a Parigi, di trovare un editore per il suo racconto autobiografico Chien Fou. Nel 1937 pubblicò in proprio un libro sui Ballets de Monte-Carlo la cui copertina era di Matisse, e realizzò per il padiglione di Montecarlo all'Esposizione Universale di Parigi un fotomontaggio a parete di due metri per sei, Le regate di Montecarlo, e uno più piccolo, sul tennis, che furono i suoi ultimi lavori prima della guerra.

### Brasile, Africa, Francia 1940-1945

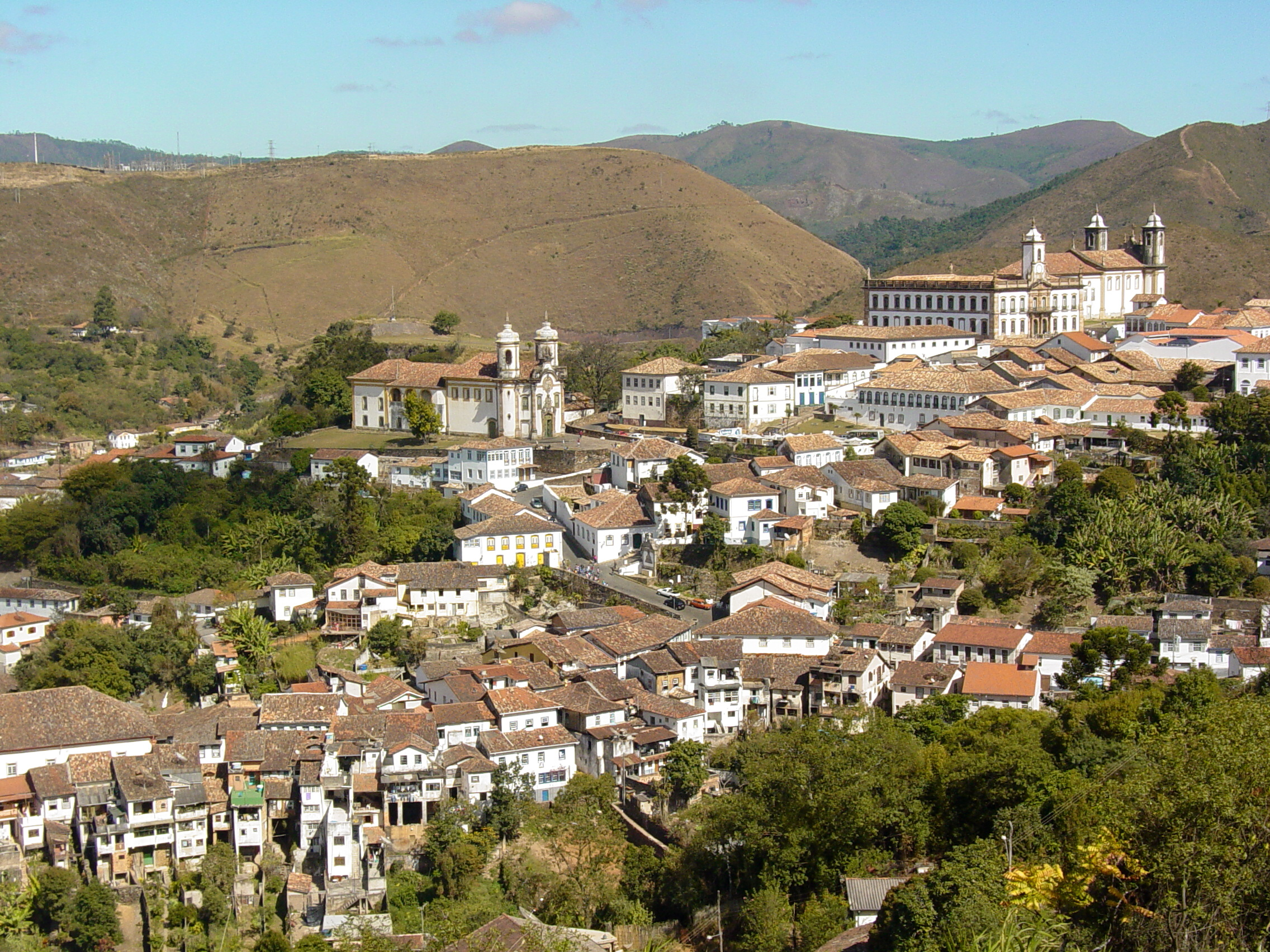
Ouro Preto, la città brasiliana oggetto di un reportage di Krull nel 1942

Dopo l'armistizio del 22 giugno 1940 che divise la Francia in due parti, una sotto l'occupazione tedesca, l'altra sotto il governo collaborazionista di Vichy, Krull, convinta antifascista, decise di lasciare il paese dopo circa 15 anni di permanenza. Scelse di andare in Brasile perché fu l'unico paese da cui ottenne un visto; si imbarcò a Marsiglia nel marzo 1941, insieme ad altri rifugiati ebrei in fuga, come il poeta André Breton e la moglie. Dopo alcuni sbarchi intermedi, nel mese di maggio arrivò a Rio de Janeiro, dove rimase fino all'agosto 1942.
Durante il suo soggiorno, durato poco più di un anno, realizzò un servizio sulla città mineraria di Ouro Preto, ma si mantenne soprattutto grazie al denaro inviatole da Ivens, da cui formalmente divorziò nel 1943, grazie all'approvazione dell'atto da parte di una corte messicana.
Dietro sua richiesta di prestare aiuto al fronte degli Alleati, nel settembre 1942 raggiunse Brazzaville, capitale dell'Africa equatoriale francese, unita dall'agosto 1940 al movimento della France libre del generale De Gaulle. Nei circa diciotto mesi di permanenza, produsse foto, mostre, film (L'Amitié noire e Autour de Brazzaville, 1943) per il Service de l'Information de la France Combattante e realizzò servizi di documentazione e propaganda delle attività di produzione, soprattutto minerarie, nell'Africa equatoriale francese.
Nelle sue memorie, Ceux de Brazzaville, non mise in discussione il colonialismo francese, e le sue stesse fotografie rivelano un atteggiamento condiscendente e convenzionale nei confronti delle popolazioni native, presentate come diverse dagli europei.
Dopo il suo soggiorno in Africa, i suoi rapporti con l'Europa non saranno più gli stessi; dagli anni quaranta agli anni settanta del Novecento, pur rimanendo un'osservatrice e un membro dell'élite europea, assistette agli eventi politici e culturali europei da lontano, da altri continenti.
Nel gennaio del 1944 partì per Casablanca e Algeri e nell'agosto 1944 fu presente allo sbarco alleato nel sud della Francia, come corrispondente di guerra di un settimanale algerino. Si unì al 6º gruppo d'armata statunitense durante la campagna d'Alsazia, partecipò alla liberazione del campo di concentramento di Natzweiler-Struthof, poi di Vaihingen (un annesso di Struthof situato vicino a Stoccarda). Le sue fotografie vennero pubblicate nel libro La Bataille d'Alsace, con il testo di Roger Vailland.

### Sud-est asiatico (1945-1966)

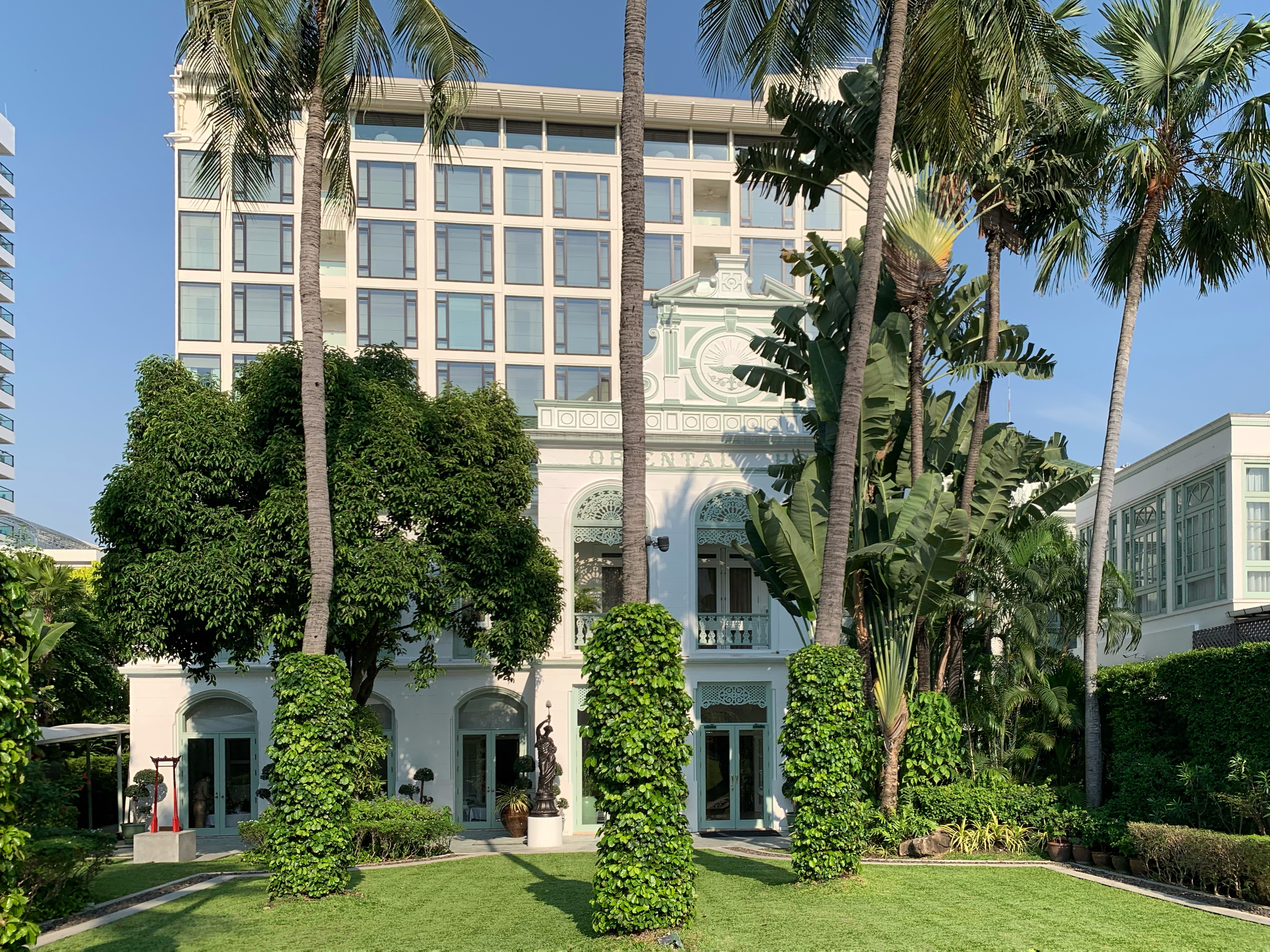
Oriental Hotel, Bangkok

Il 16 agosto del 1945, poco prima della resa giapponese, Krull ricevette dall'Agence d'edition una lettera d'ingaggio come corrispondente di guerra nel Sud-est asiatico. Durante il suo primo anno da reporter scrisse diversi articoli dai paesi asiatici visitati, fotografò il generale Leclerc che assunse per breve tempo il comando delle forze francesi in Indocina, tenne una costante corrispondenza con l'amico André Malraux, Ministro dell'informazione del governo De Gaulle nel 1945 e in seguito uomo chiave del Raggruppamento del Popolo Francese (RPF).
In disaccordo con le opinioni di Malraux, Krull sostenne la ribellione indocinese di Ho Chi Minh e le rivendicazioni degli annamiti, vessati dai soldati francesi che a suo parere erano lì "per Vichy, per Pétain e probabilmente per Laval". Sensibile alla causa degli indocinesi, nel giugno del 1947 pubblicò su una rivista dell'American Institute of Pacific Relation, Far Eastern Survey, un articolo in cui criticava il colonialismo francese, Error in Laos, che indusse il governo coloniale a chiederle di lasciare Saigon.

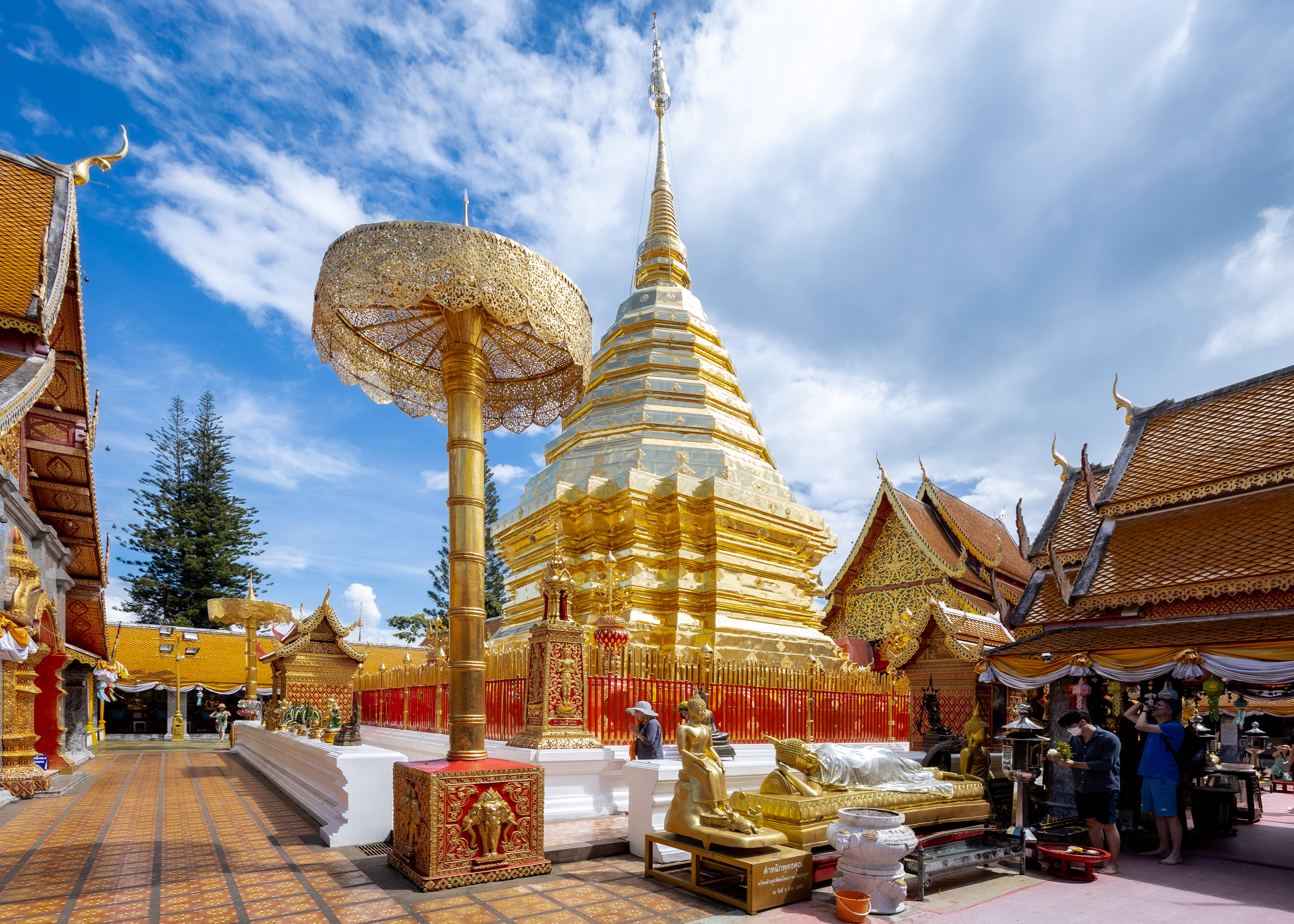
Tempio Wat Phra That Doi Suthep, Chang Mai, Thailandia

Arrivata a Bangkok all'inizio del 1946, alla scadenza del suo contratto come corrispondente di guerra, Krull venne conquistata dalla cultura thailandese e dalle sue tradizioni storiche e decise di fermarsi. Nel 1947 intraprese la carriera di imprenditrice; con l'uomo d'affari statunitense Jim Thompson rilevò l'Oriental Hotel, il più antico e famoso hotel internazionale di Bangkok, fondato nel 1869 e in parte danneggiato dalla guerra. Accettò la gestione per tre anni ma la mantenne per venti (ne divenne direttrice solo nel 1965), rendendo l'Oriental uno dei più famosi e lussuosi hotel dell'Asia, luogo d'incontro internazionale di scrittori, diplomatici, uomini politici, celebrità.
Dopo un viaggio in Giappone, verso la fine degli cinquanta Krull si recò in Europa, dove incontrò gli amici di un tempo, fra cui Horkhemer, Pollock, Lotar, Ivens, e la sorella Berthe, che non aveva più rivisto dagli anni trenta. Nel gennaio 1962, durante uno dei suoi viaggi in Francia, sottoscrisse un contratto con le edizioni Gallimard per la realizzazione di un progetto di documentazione fotografica delle sculture e dell'architettura buddista in Tailandia, Indocina e Birmania, per un libro da pubblicare nella collana L'univers de Formes, diretta da André Malraux. Il progetto, tuttavia, non decollò, nonostante Krull avesse già raccolto circa 1500 foto, dandone entusiastica notizia all'amico francese.
Tra gli anni cinquanta e gli anni sessanta Krull pubblicò tre libri di fotografie: un libro di 54 foto dei principali siti e delle attrattive artistiche di Chiang Mai, realizzato nello stile dei precedenti album/diari di viaggio, come La Route Paris-Biarritz e Ouro Preto, con piccoli paragrafi di informazioni turistiche scritte da un altro autore; nel 1964, Bangkok: Siam's city of Angels e due anni più tardi Tales for Siam, un libro con aneddoti sulla vita e la cultura thailandese, corredato da undici fotografie di siti famosi.

### Ritorno in Francia (1966-1967)
Nell'aprile del 1966, all'età di circa settant'anni, Krull vendette le quote dell'albergo e decise di tornare in Europa. Si stabilì a Poissy, in Francia.
Nel 1967, con l'aiuto di André Malraux, allora ministro della cultura, venne realizzata la sua prima mostra retrospettiva a Parigi, alla Cinémathèque française. Furono esposte circa un centinaio di foto: quelle degli anni venti - Métal, le immagini e i reportage su Parigi, fra cui il mercato delle pulci, alcuni dei primi nudi - la produzione del periodo in Africa e quella più recente realizzata in Thailandia e Birmania. Erano comprese anche tredici foto a colori, i primi esperimenti condotti da Krull in quell'anno con Kodak, da lei chiamati "silpagrammes", delle sovraimpressioni ottenute "muovendo la macchina e facendola girare velocemente", che ritraevano vedute semiastratte di foreste francesi ed edifici.

### India, 1968-1983

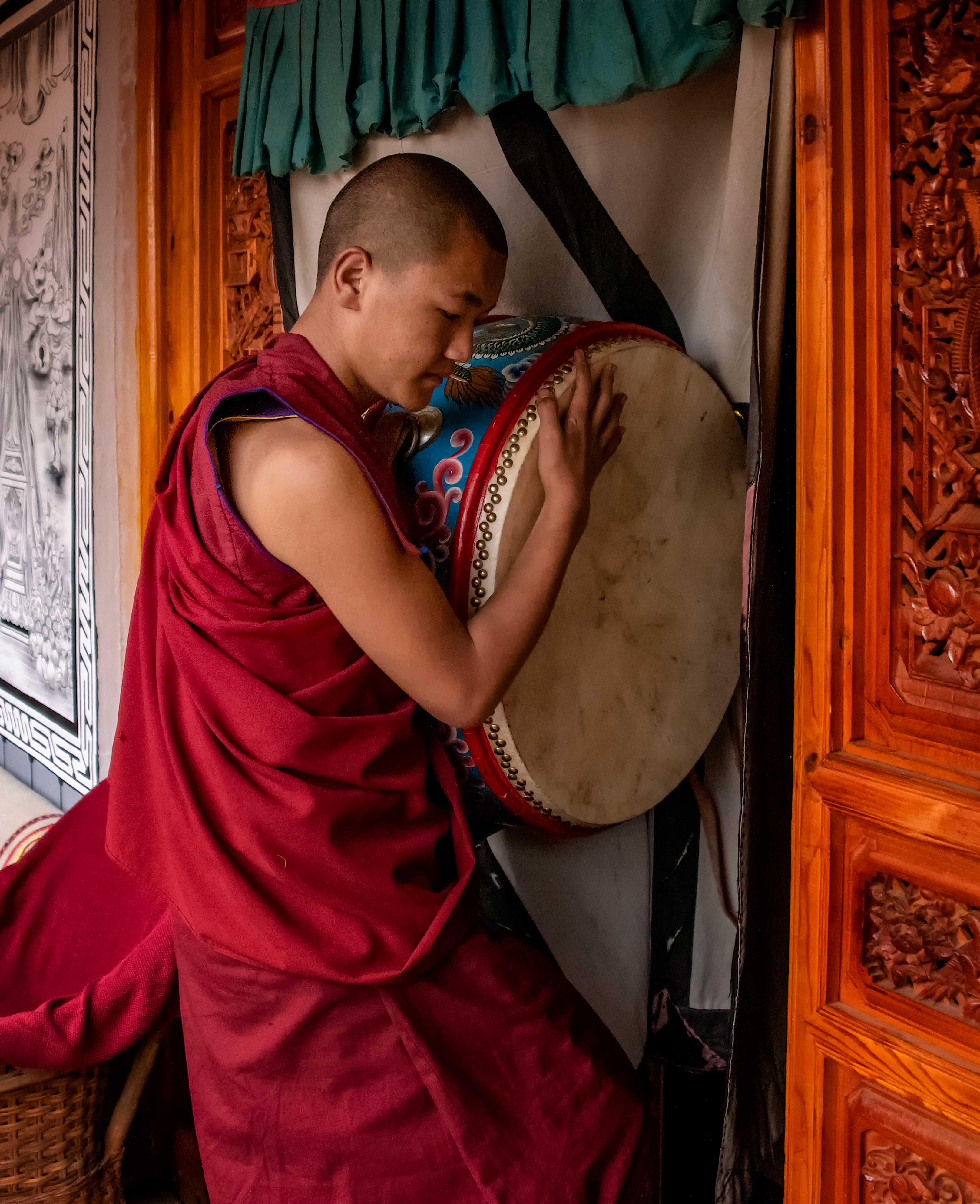
Monaco tibetano

Dopo la mostra svoltasi a Parigi, Krull decise di partire per l'India per realizzare un libro sul popolo tibetano, ispirata dalle conversazioni avute con la moglie dell'ambasciatore indiano a Parigi, presentatale da Malraux, sulla vita degli esiliati tibetani e del Dalai Lama, riparati in quel paese a seguito delle persecuzioni cinesi.
Nel 1968 Krull si stabilì nel nord dell'India, vicino a Dehradun, all'interno della comunità e della scuola dei monaci buddisti tibetani guidati da Sakya Trizin. Visse con loro, in semplicità, per circa quindici anni, supportando la comunità e considerandola la sua famiglia.
Con il consenso del Dalai Lama, a cui donò i proventi della vendita del libro, nel 1968 pubblicò Tibetans in India, l'ultimo grande progetto fotografico intrapreso durante la sua carriera. Sempre in quello stesso anno organizzò con l'Alliance française di Delhi e il patrocinio dell'ambasciata francese una mostra delle fotografie realizzate in India, riproposta in tutte le sedi indiane dell'associazione (Bombay, Calcutta, Madras, Pondicherry).
Nel 1970 si convertì alla scuola Sakya del buddismo tibetano. La sua conversione avvenne in India, ma non fu una decisione repentina: la religione e l'arte buddista l'avevano affascinata fin da prima del suo arrivo in Thailandia. Nel 1937, ad esempio, in una lettera a Walter Benjamin aveva espresso la sua ammirazione per la religione e la spiritualità tibetana.
Continuò a viaggiare accompagnando i suoi amici tibetani a Zurigo, in Canada e negli Stati Uniti per sostenerne la causa, e fece frequenti viaggi in Europa. Nel 1976, durante un altro soggiorno a Zurigo dettò le sue memorie sul suo periodo parigino: Click entre deux guerres. Nella città svizzera conobbe e strinse amicizia con i collezionisti Ann e Jürgen Wild, specialisti della fotografia degli anni '30, che stavano lavorando per collezionare le sue opere. La coppia, in occasione dell'ottantesimo compleanno di Krull, promosse una mostra al Rheinisches Landesmuseum di Bonn che si svolse dal 10 novembre al 4 dicembre 1977.
La sua autobiografia, La vie mene la danse, scritta in francese a Dehradun (tradotta in italiano nel 1992), venne completata nel 1980 e rivista per la pubblicazione l'anno seguente.

### Morte
Nel 1982 un ictus la costrinse a lasciare Dehradun e a tornare in Germania per curarsi. Finì i suoi giorni in una casa di riposo a Wetzlar, dove viveva la sorella. Morì il 31 luglio del 1985, all'età di 87 anni.
Gli archivi di Krull sono conservati presso il Museo Folkwang di Essen, in Germania.

## Opere
Fotografie. Galleria
 Link esterni
- Self-portrait with cigarette (Autoritratto con sigaretta), 1925
- Tour Eiffel, 1927, dal portfolio Métal
- Factory in Rotterdam, 1923, dal portfolio Métal
- Marseille, 1930
- Clochard, 1929
- André Malraux, 1929
- Jean Cocteau, 1929
- Untitle (Senza titolo [Nudo]), 1923-24
- Untitle (Senza titolo [Nudo]), 1924
- Untitle (Senza titolo [Nudo]), 1930
- Brazzaville, 1942-43
- Galleria di foto'

### Libri fotografici
- Germaine Krull, Wanda von Debschitz-Kunowski, Joseph Pésci, Der Akt: Zwanzichphotographische Aufnahmen weiblicher Körper nach der Natur, Dachau, Einhorn-Verlag, 1918
- Germaine Krull e Max Hodann, Kara-Mappe (Aufnahmen), Leipzig, Ernst Oldenburg-Verlag, 1923
- Germaine Krull, Métal, pref. di Florent Fels, Paris, Librairie des Arts Décoratifs, 1928. (Nuova edizione facsimile pubblicata nel 2003 da Ann e Jürgen Wilde, Köln)
- Germaine Krull e Florent Fels, 100 x Paris, Berlino, Verlag der Reihe, 1929.
- Germaine Krull, Études de Nu, Paris, Librairie des Arts Décoratifs, 1930, 24 fotografie di nudo
- Nerval, Gérard de e Germaine Krull. Le Valois, Parigi, Firmin-Didot, 1930.  Il libro comprende 48 riproduzioni fotografiche di Germaine Krull e 27 pagine di testo di Gérard de Nerval, estratto da La Bohème galante, pubblicato a puntate da luglio a dicembre 1852, sulla rivista l'Artiste.[160]
- Germaine Krull e Claude Farrère, La Route Parigi-Biarritz, Paris, Jacques Haumont, 1931.
- Morand, Paul e Germaine Krull. Route de Paris à la Méditerranée, Paris, Firmin-Didot, 1931.
- Germaine Krull e André Suarès, Marseille, Paris, Biblioteque Plon, 1935.
- Germaine Krull, Raúl Lino e Ruy Ribeiro Couto, Uma Cidade Antiga do Brasil, Ouro Preto, Lisbona, Edições Atlântico, 1943.
- Germaine Krull e Roger Vailland, La Bataille d'Alsace (Novembre-Décembre 1944), Paris, Haumont, 1945
- Germaine Krull, Chiengmai, Bangkok, Edition des Oriental Hotels, 1948.
- Germaine Krull e Dorothea Melchers. Bangkok: Siams City of Angels, Londra, R. Hale, 1964.
- Germaine Krull e Dorothea Melchers. Tales from Siam, Londra, R. Hale, 1966.
- Germaine Krull, Tibetans in India, New Delhi, Allied Publishers, 1968.

### Romanzi illustrati
- George Simenon e Germaine Krull. La Folle d'Itteville, Paris, Jacques Haumont, 1931.

### Memorie
- Chien fou, scritto intorno alla metà degli anni '30 e rimasto inedito[161]
- Ceuz de Brazzaville, scritto intorno alla metà degli anni '40 e rimasto inedito[161]
- Click entre deux guerres, scritto intorno al 1976-1977 e rimasto inedito[158]
- La vie mene la danse, Paris, Textuel, 2015, ISBN 978-2-84597-522-4
  - La vita conduce la danza, trad. di Giovanna Chiti, Firenze, Giunti, 1992, ISBN 88-09-20219-8

### Film
- Six pour Dix Francs (1925), Germaine Krull e Georges Patin
- Il partit pour un long voyage (1932), Germaine Krull e Georges Patin
- Autour de Brazzaville (1943), narrato da Richard Francoeur, diretto e curato da François Villiers, con la collaborazione di Germaine Krull[162]
- L'amitié noire (1943), scritto e narrato da Jean Cocteau, diretto e curato da François Villiers, con la collaborazione di Germaine Krull[162]

### Mostre personali[163]
- 1943. Centre de l’Information de la France Combattante, Algeri
- 1967. Germaine Krull, 1927–1967, Musée du Cinéma, Parigi
- 1968. Alliance Française, Delhi, India
- 1977. Germaine Krull: Fotographien 1922–1966, Rheinisches.Landesmuseum, Bonn
- 1978. Galerie Agathe Gaillard, Parigi
- 1980. Galerie Wilde, Colonia Stedelijk Museum, Amsterdam
- 1983. Galerie Wilde at International Art Fair, Colonia

#### Postume
- 1988. Germaine Krull: Photographie, 1924–1936, Musées d’Arles, Rencontres Internationales de la Photographie, Arles
- 1999. Avantgarde als Abenteuer: Leben und Werk der Photographin Germaine Krull, Museum Folkwang, Essen; Germaine Krull: Photographer of Modernity, Stati Uniti
- 2015: Germaine Krull, Musée du Jeu de Paume, Parigi; catalogo: Frizzo, Michel. Germaine Krull, Parigi, Edizioni Hazan, 2015, ISBN 978-2-7541-0816-4.
- 2015-2016: Germaine Krull – Fotografien, Martin-Gropius-Bau, Berlino